# Lotus 77
La Lotus 77 è una vettura da Formula 1 progettata da Colin Chapman, Geoff Aldridge e Martin Ogilvie per la stagione di gare del 1976. La vettura doveva essere la nuova vettura con la quale sostituire la deludente Lotus 76 del 1974 e rimpiazzare la ormai obsoleta Lotus 72, aggiornata e rimessa in pista nel 1974-1975 come rimpiazzo.

## Tecnica
La vettura si presentava con un telaio monoscocca più stretto e leggero di quello della Lotus 72 della quale manteneva il motore Ford Cosworth DFV. L'aerodinamica era stata migliorata ed i radiatori erano stati riposizionati per migliorare il loro raffreddamento. I freni anteriori inizialmente erano interni, come sulle vetture precedenti, ma a partire dalla metà della stagione furono spostati e montati in maniera più convenzionale. Le sospensioni erano state completamente riprogettate.
L'idea di base del nuovo sistema di sospensioni era quella di rendere possibile regolare le sospensioni in modo da poterle adattare ad ogni singolo circuito partendo dall'altezza della vettura e della superficie stradale. Di conseguenza la Lotus 77 venne soprannominata The Adjustcar. Il sistema funzionava benissimo ma l'inesperienza con le infinite possibilità di settaggio faceva sì che spesso l'assetto migliore non venisse raggiunto. Mario Andretti e Gunnar Nilsson, piloti del team, affermarono che lo sterzo era a volte vago e poco preciso. Andretti non amava questa vettura e la definì essere un cane. Questo motivò la Lotus ad accelerare lo sviluppo che portò alla realizzazione della impressionante Lotus 78.

## Carriera agonistica
Dopo un inizio lento della stagione la 77 si dimostrò la vettura migliore delle altre, cioè dopo le Ferrari 312 T2, le McLaren M23 e le Tyrrell P34. Andretti lavorò duramente per sviluppare la vettura e dalla metà della stagione in avanti le prestazioni della Lotus 77 migliorarono. La vettura esprimeva il suo meglio sui circuiti dotati di lunghe curve, quali il circuito di Anderstorp – dove Andretti si mantenne facilmente in prima posizione finché una avaria al motore non lo fermò – o il circuito di Zandvoort e il Mosport Park circuiti dove la 77 arrivò a podio.
Colin Chapman pose il veto alla richiesta di Andretti di far correre la Lotus 78 a Zandvoort e quindi un riluttante Mario Andretti concluse la stagione sulla Lotus 77. La gara finale venne corsa sotto una pioggia monsonica sul circuito di Fuji in Giappone. Andretti portò a termine vittoriosamente una intelligente gara tattica, conquistata giro dopo giro su Patrick Depailler e sul nuovo campione del mondo James Hunt.
Andretti fu contento di accantonare la 77 e concentrarsi sullo sviluppo della vettura per la stagione successiva: la Lotus 78.